# Claudia Kratochvil
Claudia Kratochvil (* 20. Jahrhundert in Hamburg) ist eine deutsche Drehbuchautorin.

## Leben
Claudia Kratochvil war zunächst Pressesprecherin der Musicals Cats und Das Phantom der Oper, kam dann als Autorin zu Sat.1 und war dann Reporterin und Moderatorin bei Spiegel TV. Seit 2000 entwickelt sie Drehbücher für Fernsehfilme und Serien. Ihr Roman Kiss me, Kat wurde 2005 als Miss Texas als Sat1-Zweiteiler verfilmt. Seit 2012 gehört sie zu den Autoren der Serie Rote Rosen.

## Filmografie (Auswahl)
- 2008: Man liebt sich immer zweimal
- 2010–2012: Katie Fforde (Fernsehreihe, 5 Folgen)
- 2011: Flaschendrehen
- Seit 2012: Rote Rosen (Fernsehserie)
- 2015: Männer! – Alles auf Anfang (Fernsehserie, 7 Folgen)
- 2016: Schweigeminute
- 2016: Großstadtrevier (Fernsehserie, 2 Folgen)
- 2017: Bad Cop – kriminell gut (Fernsehserie, 10 Folgen)
- 2021: Das Kindermädchen – Mission Kanada
- 2023: 2 unter Millionen
- 2024: Ich will mein Glück zurück

## Bücher
- 2004: Kiss me, Kat
- 2005: Hand aufs Herz
- 2008: Vatertag am Meer